# Bacchisa testacea
Bacchisa testacea là một loài bọ cánh cứng trong họ Cerambycidae.